# Vallada
Vallada ist eine Gemeinde mit 3.079 Einwohnern (Stand: 2024) in der spanischen Provinz Valencia. Sie befindet sich in der Comarca La Costera.

## Geografie
Vallada liegt etwa 85 Kilometer südsüdwestlich von Valencia in einer Höhe von ca. 295 m. Durch die Gemeinde führt die Autovía A-35 von Valencia kommend Richtung Albacete.

## Demografie
| 1900 | 1930 | 1950 | 1970 | 1981 | 1991 | 2001 | 2011 | 2021 |
| ---- | ---- | ---- | ---- | ---- | ---- | ---- | ---- | ---- |
| 2757 | 2482 | 2458 | 2500 | 2706 | 2951 | 3117 | 3365 | 3092 |

## Sehenswürdigkeiten
- Burgruine von Vallada (Castillo de Vallada)
- Bartholomäuskirche (Iglesia de San Bartolomé Apóstol) von 1564
- Sebastianuskapelle aus dem 16. Jahrhundert
- Christuskapelle

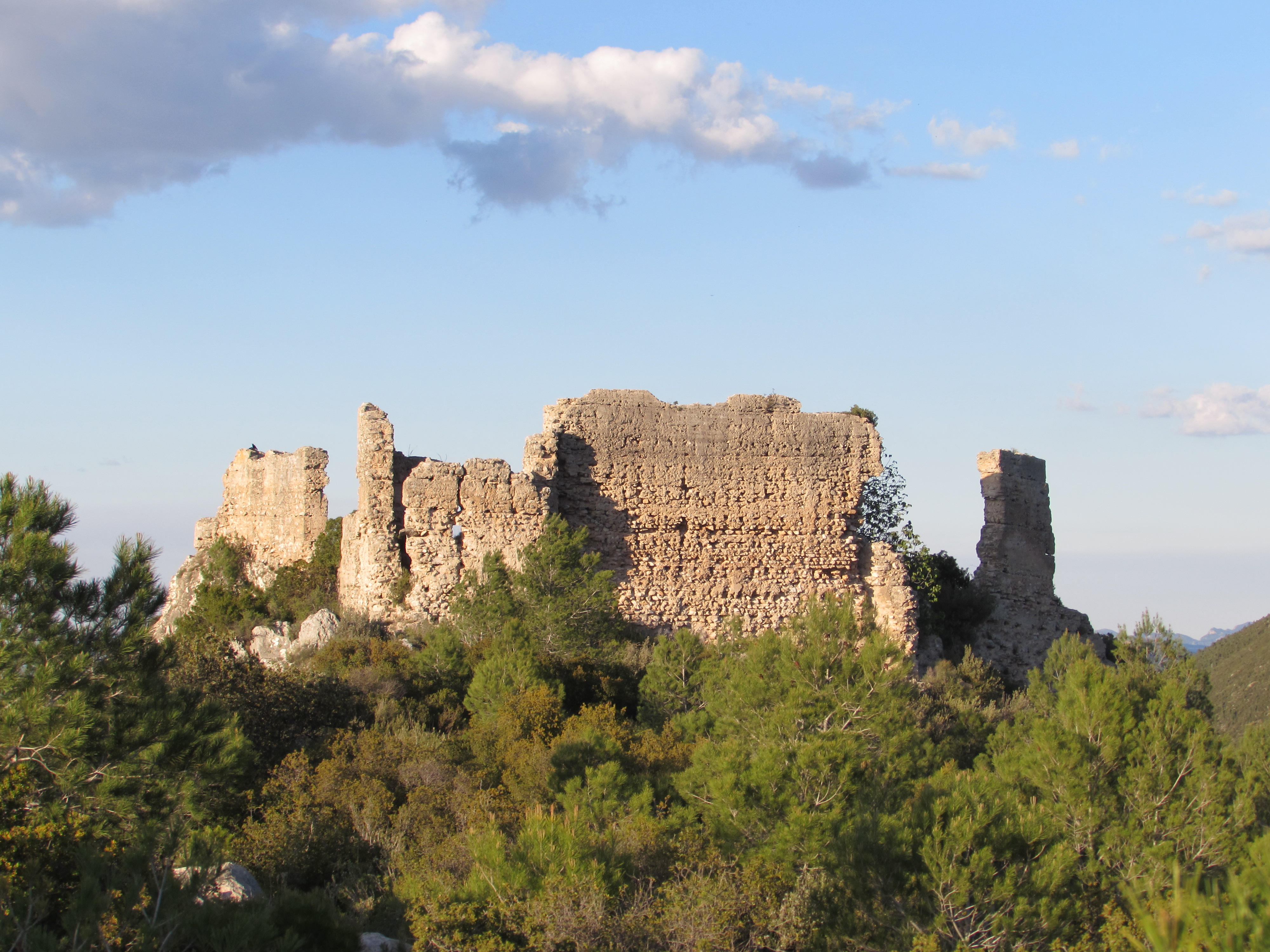
Burgruine von Vallada